# José Alberto López
José Alberto López Menéndez (Oviedo, Asturias, 21 de mayo de 1982), conocido como José Alberto, es un entrenador de fútbol español que actualmente dirige al Racing de Santander de la Segunda División de España. Es hermano del exfutbolista Dani López.

## Trayectoria
Sus comienzos tuvieron lugar en el fútbol base del Astur C. F., donde entrenó entre 2001 y 2008, con un paso intermedio por el equipo juvenil del Club Deportivo Vallobín en la temporada 2006-07. En 2008 se incorporó a la Escuela de Fútbol de Mareo y dirigió a los equipos infantiles del Real Sporting de Gijón hasta 2013. En la temporada 2013-14 ejerció como técnico del C. D. Covadonga en la Tercera División. Al término de la misma, regresó al Sporting y se hizo cargo del equipo juvenil de División de Honor durante dos campañas. En 2016 pasó a dirigir al Real Sporting de Gijón "B", con el que consiguió ascender a Segunda División B en la temporada 2016-17. En la siguiente, el equipo disputó la promoción de ascenso a Segunda División, pero fue eliminado por el Elche C. F. en la segunda ronda. El 18 de noviembre de 2018 sustituyó a Rubén Baraja como entrenador del primer equipo del Sporting, debutando al frente del máximo equipo gijonés con una victoria el día 23 de ese mes en el encuentro disputado en Los Cármenes de Granada, correspondiente a la jornada 15. Fue destituido del cargo el 21 de diciembre de 2019, tras una derrota frente al Extremadura U. D. en la jornada 21 de la temporada 2019-20.
El 27 de julio de 2020, se convirtió en nuevo entrenador del C. D. Mirandés, con el que terminó en 10.ª posición en la Liga Smartbank. A pesar de este buen papel, optó por dejar el club.
El 1 de junio de 2021, se incorporó al Málaga C. F. de la Segunda División. El 24 de enero de 2022, fue destituido de su cargo tras sufrir una derrota por 0-5 contra la U. D. Ibiza.
El 13 de diciembre de 2022, se incorporó al Racing de Santander en sustitución de Guillermo Fernández Romo, firmando hasta junio de 2023.
El 16 de marzo de 2025, en la victoria ante el Tenerife por 2-1, llega a los 100 partidos oficiales y de esta forma termina en el Top 5 histórico de entrenadores de la entidad verdiblanca.

## Clubes
| Club                  | País   | Año       |
| --------------------- | ------ | --------- |
| C. D. Covadonga       | España | 2013-2014 |
| Sporting de Gijón "B" | España | 2016-2018 |
| Sporting de Gijón     | España | 2018-2019 |
| C. D. Mirandés        | España | 2020-2021 |
| Málaga C. F.          | España | 2021-2022 |
| Racing de Santander   | España | 2022-     |